# Шпрайтенбах

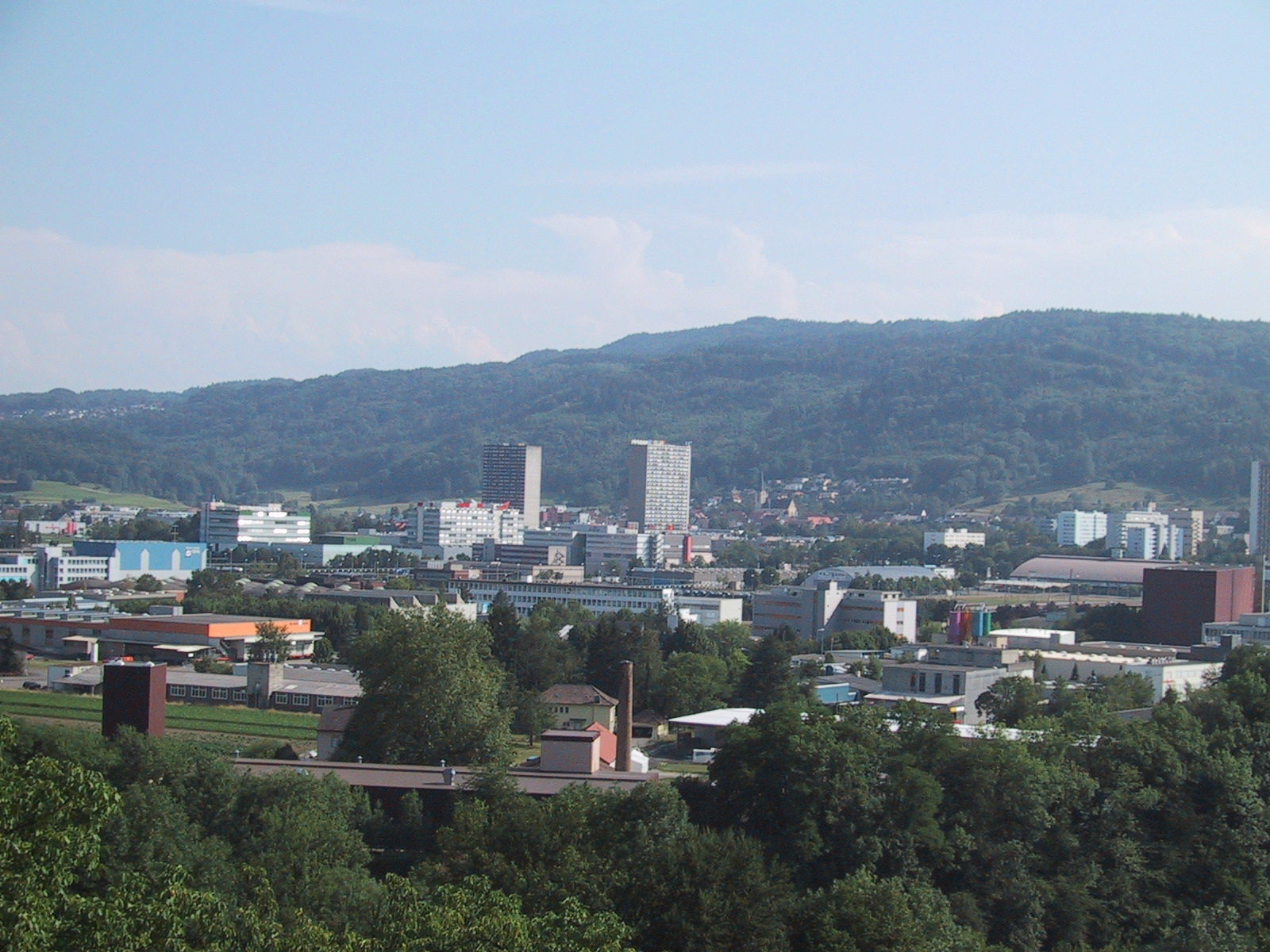
Шпрайтенбах

Шпрайтенбах (нем. Spreitenbach) — коммуна в Швейцарии, в кантоне Аргау. 
Входит в состав округа Баден-Аргау.  Население составляет 10 328 человек (на 31 декабря 2007 года). Официальный код  —  4040.